# Kasitinard Sriphirom

Khon Kaen Provincial Sports School

Kasitinard Sriphirom (thailändisch กษิตินาถ ศรีภิรมย์; * 24. Juli 1998) ist ein thailändischer Fußballspieler.

## Karriere
Kasitinard Sriphirom erlernte das Fußballspielen in der Schulmannschaft der Khon Kaen Provincial Sports School. Von 2019 bis Sommer 2024 stand er beim Drittligisten Chamchuri United FC unter Vertrag. Für den Verein aus der Hauptstadt Bangkok bestritt er mindestens 74 Drittligaspiele. Hierbei gelangen ihm 13 Tore. Im August 2024 unterschrieb er einen Vertrag beim Zweitligaaufsteiger Bangkok FC. Sein Zweitligadebüt gab Kasitinard Sriphirom am 26. Oktober 2024 (10. Spieltag) im Heimspiel gegen den Trat FC. Bei dem 1:0-Erfolg wurde er in der 90. Minute für den Brasilianer Dudu Lima eingewechselt. Nach elf Ligaspielen verließ er den Verein und schloss sich im Juli 2025 dem ebenfalls in der zweiten Liga spielenden Mahasarakham SBT FC an.